# 招徳酒造
招徳酒造株式会社（しょうとくしゅぞう）は、日本酒の純米酒を中心に各種の酒類を製造する酒造会社。

## 概要
正保2年（1645年）洛中にて酒造業を営んでいた木村家が大正中期に名水の里・伏見の現在地に移転。
「純米酒こそ、清酒本来の姿」との考えから、その復活と普及に早くから積極的に取り組み、個性ある純米酒づくりに専念する。

## 特徴
- 京都府、京都市、京都府立大学などとともに「京野菜機能性活用推進連絡会」を設立し、京野菜の健康成分の研究や加工品の開発の支援を行っている[2]。
- 特典としてはメールマガジンやファンクラブに登録すると、蔵開きで一杯無料券がもらえる。

## 沿革
- 正保2年（1645年） - 洛中にて創業。
- 明治6年（1873年） - 四条河原町西南角で酒造。
- 大正中期に京都市の都市計画のために伏見の現在地へ移転。
- 昭和18年（1943年） - 戦時企業整備令により、酒井家、藤井家ならびに木村家の3家系・4酒造場が木村酒造を中心に企業合同し、共栄酒造株式会社として認可された。
- 共栄酒造はさらに木村本家（坂宗）酒造を加え、昭和39年（1964年）には商号を酒銘と同じ招徳酒造に変更

## 所在地
本社の近くには玉乃光、キンシ正宗がある。松本酒造、斎藤、鶴正、松山・共同酒造、都鶴などの酒蔵も近くにある。月桂冠の大倉酒造研究所や北蔵が近くにあったが2014年に取り潰され、再開発され万代などになった。小堀政方を諫めて死んだ医者の水島幸庵の墓が近くにある。